# 풀비오 콜로바티
풀비오 콜로바티(이탈리아어: Fulvio Collovati, 1957년 5월 9일, 프리울리-베네치아 줄리아 주 테오르 ~)는 이탈리아의 전직 프로 축구 선수로, 현역 시절 수비수로 활약했다. 그는 최후방 수비수로 이탈리아 국가대표팀 일원으로도 활약한 경험이 있으며, 1982년 월드컵 우승의 주역이었다. 현역 시절, 그는 1970년대와 1980년대를 통틀어 이탈리아의 손꼽히는 우수 수비수였다. 그는 우아하고, 힘이 세며, 역동적인 선수로, 훌륭한 기술력과 배급력을 선보였고, 위치 선정, 움직임, 전담 견제, 공중 경합, 머리 사용에도 일가견이 있었다. 이러한 수비수로서의 여러 장점으로 인해 밀란에서는 로베르토 로사토의 계보를 이을 선수로 각광받기도 했다.

## 클럽 경력
콜로바티는 우디네 도의 테오르 출신이다. 밀란 유소년부를 졸업한 그는 1976-77 시즌에 적흑 군단(Rossoneri) 소속으로 세리에 A 신고식을 치렀고, 이 시즌에 11경기 출전하여 코파 이탈리아도 손에 넣었다. 이듬해, 그는 더 많은 출전 기회를 잡았지만,(25경기 출전 1골 득점) 그 이듬해인 1978-79 시즌이 되어서야 눈에 띄는 도약을 이뤄냈는데, 27경기에 출전해 소속 구단의 작은 방패(scudetto) 획득에 일조했다. 1979-80 시즌에 밀란은 토토네로 불법 도박 스캔들에 연루되면서 세리에 B로 강등되었다. 콜로바티는 다른 선수들과 달리 밀란에 남아 세리에 B에서 1년을 보냈고, 36번의 경기에서 2골을 기록해 그 해 리그 우승을 도와 1년 만에 밀란을 세리에 A로 복귀토록 했다. 세리에 A에 복귀한 이듬해에 미트로파컵을 우승했는데, 콜로바티는 당시 선수단의 주장을 맡았다. 그러나, 밀란은 이번에 성적 부진으로 다시 세리에 B로 떨어졌다. 이번에 콜로바티(당시 국대로 차출될 시점에)는 연고지 숙적 인테르나치오날레로 둥지를 옮겼다.
그는 흑청 군단(Nerazzurri) 1년차(1982-83 시즌)에 28번의 경기에 출전했다. 그는 인테르나치오날레에서 주전으로 활동했지만 1986년 9월에 고향에 가까운 우디네로 이적하기를 원했고, 우디네세로 이적했지만 1년만 머물렀다.(20경기 2골) 그는 뒤이어 로마에서 2년,(1987-88 시즌과 1988-89 시즌) 제노아에서 4년(1989-90 시즌부터 1992-93 시즌)을 세리에 A에서 활동하고 현역 은퇴를 선언했다.

## 국가대표팀 경력
콜로바티는 국가대표팀 경기에 50번 출전해 3번 골망을 흔들었다. 그는 1979년 2월 24일, 3-0으로 이긴 네덜란드와의 경기에서 이탈리아 성인 국가대표팀 신고식을 치렀다. 첫 골은 1980년 2월 16일에 2-1로 이긴 루마니아와의 경기에서 기록했다. 콜로바티는 4위를 차지한 안방에서의 유로 1980에도 참가했지만, 체코슬로바키아와의 3위 결정전에서 승부차기 주자로 나서 결정적인 득점 기회를 날렸다. 그는 자국을 대표로 8번의 월드컵 예선전 경기에 출전했고, 1982년 스페인 월드컵의 우승 주역으로, 이탈리아는 이 대회에서 통산 3번째 우승을 거두었다. 콜로바티는 훗날 이 대회의 선수단으로 이름을 올렸다. 그는 이탈리아를 대표로 1986년 월드컵에도 참가했었다.

## 은퇴 후
그는 은퇴 후 이탈리아 방송사 RAI의 분석가로 활동하고 있다.

## 수상
밀란
- 세리에 A: 1978–79
- 미트로파컵: 1982
- 코파 이탈리아: 1976–77
- 세리에 B: 1980–81

이탈리아
- 월드컵: 1982

개인
- 월드컵 올스타 팀: 1982[12]